# Thesprotiella fronticornis
Thesprotiella fronticornis es una especie de mantis de la familia Thespidae.

## Distribución geográfica
Se encuentra en el Ecuador.